# 外国人・治安諸法

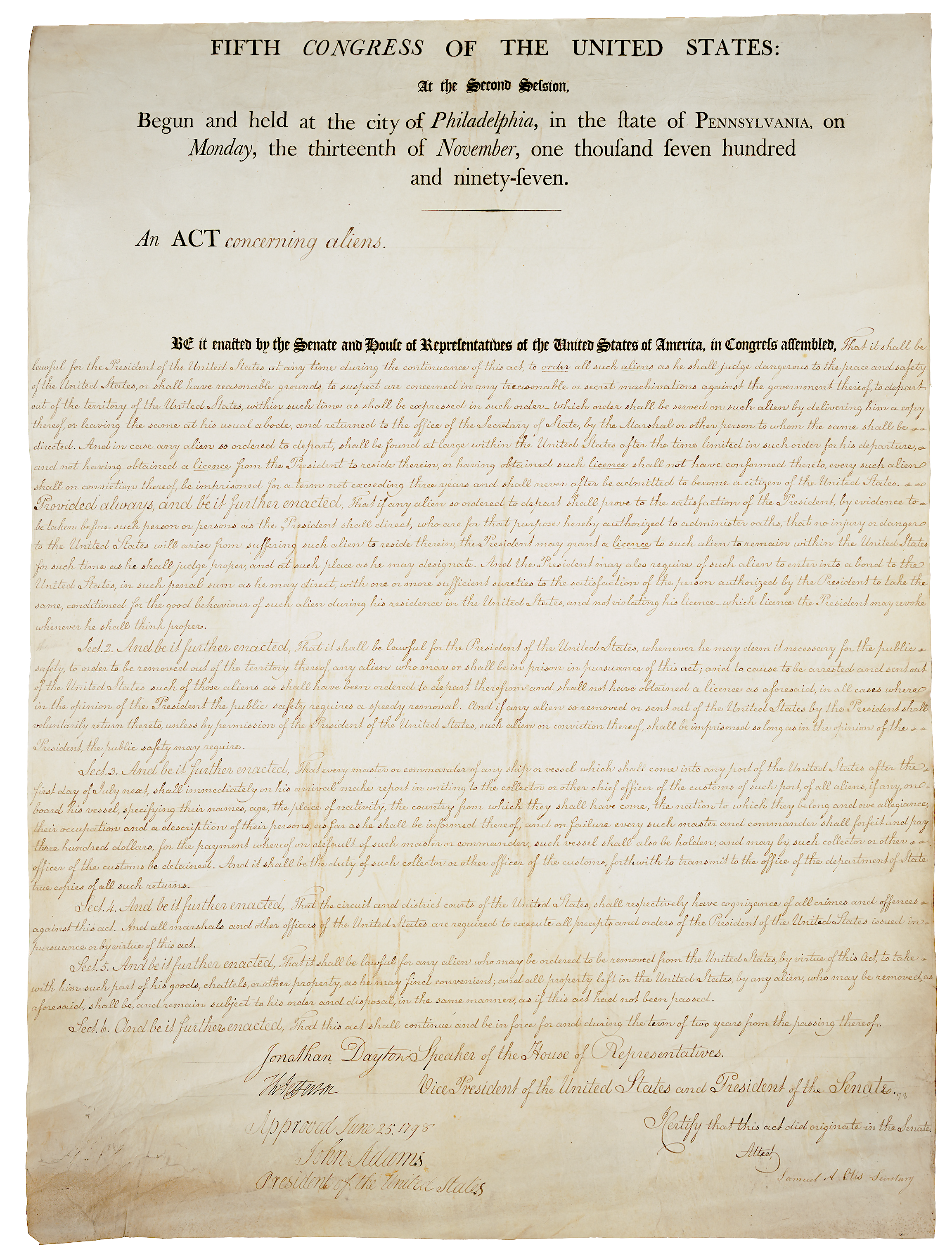
法の本文

外国人・治安諸法（がいこくじん・ちあんしょほう、英語: Alien and Sedition Acts）は、1798年にアメリカ合衆国で制定された法律。外国人帰化法、友好的外国人法、敵性外国人法、治安法の4つで1組の法律を構成する。

## 背景
法制定を主導したのは連邦党であり、当時の大統領はジョン・アダムズであった。この時期はフランスとの間に後に疑似戦争と呼ばれる宣戦布告の無い戦争をしていた。提案した連邦党はアメリカ合衆国を敵性外国人から守り、政府を弱めるような治安妨害を止めさせるために考案したと主張した。民主共和党は、後の歴史家達と同様に、これらの法が憲法に違背しており、行政に対する批判を抑えるために考案されていること、また州の権限を侵していると言って攻撃した。
これらの法は1798年と1800年の選挙で大きな政治問題になった。この法律の中で敵性外国人法のみが2025年現在も有効であり、戦時には強制されてきた歴史がある。他の3つの法律は1802年までに失効するか他の法律に置き換えられた。トーマス・ジェファーソンはこれらの法律全てが違憲であり、無効とし、法に触れて有罪宣告された者全てに恩赦を与え、釈放を命令した。

## 内容
一般に外国人・治安諸法と呼ばれるものは、次の4つの法律である。
1. 外国人帰化法 (en:Naturalization Act of 1798 )は、外国人がアメリカ合衆国市民となる条件としてアメリカでの在留期間を5年間から14年間に延長した。1798年6月18日に執行され、失効の日は定められなかったが、1802年に撤廃された。
2. 友好的外国人法 (Alien Friends Act of 1798 ）は、「アメリカ合衆国の平和と安全にとって危険である」と見なされる在留外国人を強制退去させる権限を大統領に与えた。この法はフランスの同調者に対する恐れから制定された。当時アメリカ合衆国とフランス革命政府との間の戦争の可能性が強まっていた。1798年7月25日に執行され、2年間の時限立法であった。
3. 敵性外国人法 (Alien Enemies Act of 1798 )は、在留外国人の本国とアメリカ合衆国とが戦争になった場合に、その在留外国人を拘束し、強制退去させる権限を大統領に与えた。1798年7月6日に執行され、失効の日は定められなかった。2025年現在も有効であり、実際にドナルド・トランプ大統領が発動させた。（後述）
4. 治安法 (Sedition Act of 1798 )は、政府あるいはその執行部門に対して「虚偽の、中傷的なおよび悪意のある文書」を出版することを犯罪とした。1798年7月14日に執行され、1801年3月3日までの時限立法とされた。

## 議論
治安法は、「アメリカ合衆国の法律、あるいはアメリカ合衆国大統領の行動に反対するまたは反抗する」者は最大2年間の禁固に処することができるとしている。議会議長を批判するものを「書き、印刷し、口に出しあるいは出版する」ことも違法とされた。この法律は副大統領を批判することを禁じてはいないことは注目すべきである。ジェファーソンはこの法律が制定された当時の副大統領であり、新しい法律によってもジェファーソンに対する批判は自由のままであった。
治安法の意味と解釈についてはかなりの議論があった。言論の自由に関するアメリカの法理論は以前のイギリス法とはいくつか異なっていることは明らかである。イギリス法では、言論はそれが真実であろうと正確であろうと「扇動的」になりうる行動であり、自由言論に対して政府を優先するという考え方で制限されていた。例えば、民主共和党と中道的連邦党員の何人かが「虚偽の、中傷的なおよび悪意のある文書」という条件を付け加えることに成功したが、これは具体的に名誉毀損に対する弁護として植民地裁判所が真実を扱うことが出来るとしたジョン・ピーター・ゼンガーの裁判を意識したものであった。しかし、多くの連邦党裁判官が首尾一貫して法律をこの読み方で解釈したわけではなく、以降は様々に議論が続いた。特にアメリカ合衆国憲法修正第1条についての始原主義者の解釈と、治安法は違憲ではないかという疑問があり、また何時、どの程度以前のイギリス法から変わってきたかということに対する議論である。

## 合憲性
ジェファーソンは治安法が権利の章典の第1条すなわちアメリカ合衆国憲法修正第1条で保護されている言論の自由という権利を侵していると非難する一方で、主な議論の対象は、アメリカ合衆国憲法修正第10条、すなわち「アメリカ合衆国に憲法で委嘱されていない権限、あるいは州に対して憲法で禁じられていない権限は、それぞれの州にまたは人民に留保される」という規定にこの法が違背しているというものであった。外国人・治安諸法が通過した1798年は、修正第1条の権利は現在のように州を制限していなかった。ジェファーソンは連邦政府が外国人・治安諸法で委嘱されていない権限を行使しようとすることによって、その境界を踏み越えたと強く主張した。バージニア州とケンタッキー州は別にして、他の州議会では連邦党が主導して、この法律を支持するか、あるいはバージニア州およびケンタッキー州が非難したことを否定する決議を行い、ジェファーソンの主張を拒絶した 。
司法審査の原則の元に違憲立法に対する法の是正制度は、1803年の「マーベリー対マディソン事件」まで制定されていなかった。1798年の合衆国最高裁判所で、特にミスター判事と呼ばれたサミュエル・チェイスは連邦党の反対者に対する敵意を隠さなかった。外国人・治安諸法は最高裁に審査請求されなかった。ただし、巡回裁判所に居る最高裁の各判事は連邦党に反対する者を告訴する訴訟について多くのことを耳にした。
トーマス・ジェファーソンとジェームズ・マディソンは、憲法論議を有利に進めるために、憲法違反を正すと民衆に訴えることによって連邦党の議席を奪うことを画策し、また諸州が連邦法を無効化することを要求するケンタッキー州およびバージニア州決議の草稿を書いた。ケンタッキー州およびバージニア州決議は、諸州がアメリカ合衆国に加わるためにその権威の一部を委譲することに同意した州の自発的な連合でアメリカ合衆国が成り立っているが、諸州は究極的にその主権を連邦政府に渡してしまった訳ではないという「盟約理論」を反映していた。盟約理論の考えでは、連邦政府が憲法を含めてその同意事項を破っているかどうかを判断し、その違背事項を無効化するか、あるいは連合から脱退するかできると見ていた。この理論の適用を考慮した別の機会が米英戦争の時のハートフォード会議であり、また南北戦争の直前の南部諸州の脱退であった。
治安法は1801年に失効することになっていたが、これはアダムズの任期満了と時を同じくしていた。このことは法の合憲性を最高裁で直接裁く機会を妨げていたが、その後の最高裁による治安法に対する言及は違憲と見なされるものが今日まで続いている。例えば、「ニューヨーク・タイムズ対サリバン事件」の言論の自由に関する裁判では、最高裁が「治安法は法廷で審査されていないが、その有効性に対する攻撃は過去にも成功してきた。」と宣言した。

## 1800年の選挙
連邦党は外国人・治安諸法に対する反対が消えていくことを期待していたが、多くの民主共和党員は連邦党に対する批判を「書き、印刷し、口に出しあるいは出版し」続けた。実際に民主共和党員は法自体を強く批判し、それを選挙対策の目玉にした。この法は連邦党の党勢に密接な関わりがあり、連邦党の衰退に大きく影響する要因としてその生命が終わった。諸法はアダムズ大統領の任期が満了した1801年に失効した。
最終的にこの諸法は連邦党に逆風を吹かせた。連邦党は国外退去を行わせる外国人のリストを準備していた、多くの外国人が外国人・治安諸法の審議されている間に国外に脱出した。アダムズ大統領は国外退去命令書に一度も署名することが無かった。著名な新聞編集者や下院議員のマシュー・ライアンを含め25名の者が逮捕された。その中で11名が裁判に掛けられ（1名は公判待機中に死亡）、10名は扇動の罪で有罪となったが、これらは明らかに連邦党寄りの判事による裁判であった。しかし連邦党はあらゆる階層、分野で権勢を失い、その後の数年間、議会は外国人・治安諸法の執行で犠牲になった者に繰り返し陳謝したり補償の決議を行った。トーマス・ジェファーソンは1800年アメリカ合衆国大統領選挙に勝利して大統領職に就くと、敵性外国人法と治安法で有罪となっていた者全員に恩赦を出した。

## 2025年
2025年3月14日、ドナルド・トランプ大統領は、敵性外国人法を発動する大統領令に署名。2日後の3月16日、ギャング組織とトレン・デ・アラグアのメンバーと認定されたベネズエラ人238人がエルサルバドルのテロリスト監禁センターに向けて移送された。

## 制定された法律
- 外国人帰化の統一規則を設定する法律(1798年の外国人帰化法)、1798年6月18日 ch. 54, 1 Stat. 566
- 外国人に関する法、 1798年7月25日 ch. 58, 1 Stat. 570
- 外国の敵に関する法、1798年7月6日 ch. 66, 1 Stat. 577
- アメリカ合衆国に対する特定の犯罪の罰則を定める法（治安法）、1798年7月14日 ch. 74, 1 Stat. 596

### 一次史料
- Randolph, J.W. The Virginia Report of 1799-1800, Touching the Alien and Sedition Laws; together with the Virginia Resolutions of December 21, 1798, the Debate and Proceedings thereon in the House of Delegates of Virginia, and several other documents illustrative of the report and resolutions,.